# Operacija Hydra
Operacija Hydra je bila zavezniška vojaška operacija, katere glavni cilj je bil uničenje preizkusnega poligona za raketno orožje tretjega rajha na otoku Peenemünde. Operacijo je izvedla britanska RAF v noči s 16. na 17. avgust 1943.

## Napad
Vodja operacije je bil britanski zračni maršal Arthur Harris, ki je tik pred operacijo nad Berlin poslal 20 Mosquitov, ki so nad mesto odvrgli svetlobne rakete, ki so jih sicer odmetavali pred prvim valom bombnikov, da so s tem označili pomembne cilje. Zvijača je uspela, saj so Nemci nad Berlin poslali kar 203 nočne lovce.
Medtem je 597 bombnikov Avro Lancaster in Vickers Wellington v prvi nočni operaciji RAF poletelo proti svojemu cilju. Napad je potekal v treh valovih, med katerimi so bombniki nad objekte odvrgli 1593 ton eksplozivnih in 281 ton zažigalnih bomb.

## Posledice
Nemški lovci so se vmešali šele, ko je tretji val bombnikov začel bombardirati cilje in so sestrelili 40 britanskih letal. Kljub temu je v operaciji Hydra življenje izgubilo 735 ljudi, po večini sovjetskih vojnih ujetnikov, ki so jih nemci prisilno uporabili za delo. Življenje je izgubilo tudi nekaj nemških znanstvenikov, od katerih je najpomembnejši dr. Walther Thiel, vodja programa raketnih motorjev.
Akcija je bila z moralnega in taktičnega vidika sicer uspešna, kljub temu pa v napadu Britanci niso uničili kanala za aerodinamične preizkuse, preizkusnih poligonov in stavbe za meritve. Prav tako so nepoškodovani ostali objekti za razvoj in izdelavo raket V-1 in reaktivnih letal.
Zaradi moralne odgovornosti za napad si je 19. avgusta življenje vzel najtesnejši Göringov sodelavec, predstojnik generalštaba nemškega vojnega letalstva, generalpolkovnik Hans Jeschonnek.